# 토룬 중세 마을

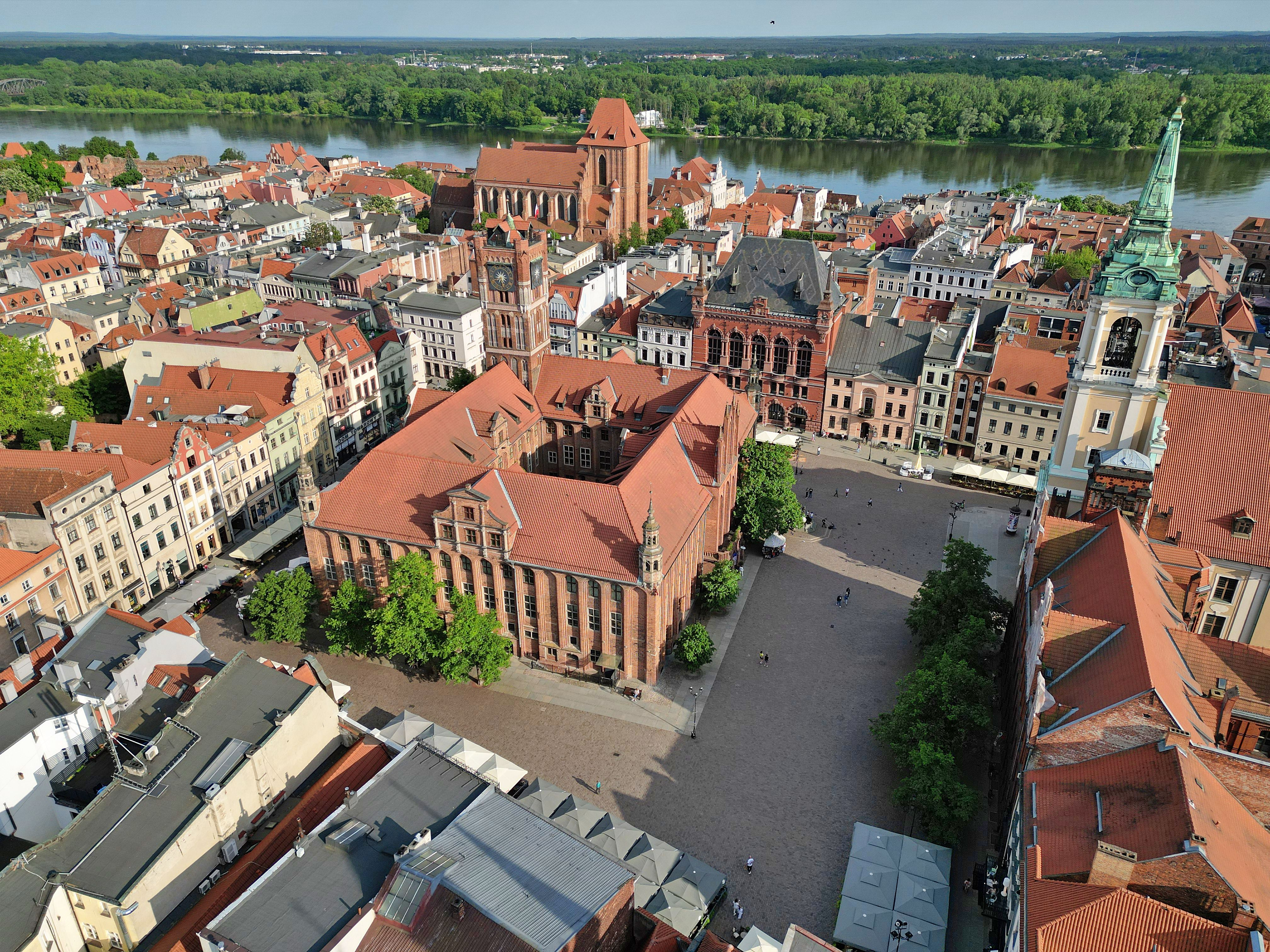
토룬 중세 마을

토룬 중세 마을(폴란드어: Zespół staromiejski Torunia)은 폴란드 쿠야비포모제주 토룬에 있는 구시가지다. 1997년 유네스코 세계유산에 등재되었다. 유네스코에 따르면, 가치는 "원래의 거리 패턴과 뛰어난 초기 건물을 놀라울 정도로 잘 보존하고 중세 생활 방식을 매우 완벽하게 보여주는 작은 역사적 무역 도시"라고 한다. 중세 도시의 면적은 60ha이고 완충 구역은 300ha다.